# Küllstedter Tunnel
Der Küllstedter Tunnel ist ein 1530 m langer Eisenbahntunnel im thüringischen Landkreis Eichsfeld an der 1880 eröffneten Bahnstrecke Leinefelde–Treysa liegt. Die Strecke war Teil der „Kanonenbahn“ und ist seit 1998 stillgelegt. Der Tunnel ist seit der Eröffnung Neubaustrecke Erfurt–Leipzig/Halle und der Schnellfahrstrecke Nürnberg–Erfurt der sechstlängste Eisenbahntunnel in Thüringen und war der zweitlängste im Netz der Deutschen Reichsbahn.
Der Küllstedter Tunnel (Bauzeit: 1875/78) liegt zwischen Küllstedt und Effelder in einer S-Kurve mit einer 974 Meter langen Zwischengeraden: Ostende 425 m lange Krümmung mit einem Radius von 780 Meter, Westende mit einer 131 Meter langen Krümmung mit einem Radius von 400 Metern. Er hat ein durchgehendes Gefälle von 1:112 in Richtung Westen. Die mittlere Höhenlage des Tunnels ist etwa 384,5 Meter über Normalnull. Der Tunnel liegt in standhaftem Gebirge mit Schichten des mittleren und oberen Muschelkalkes. Der Kalkstein ist fest und dauerhaft, innerhalb des Tunnels aber in seiner Festigkeit mehrfach wechselnd. In den Voreinschnitten, wo das Gestein zutritt, ist es schichtenmäßig gelagert und zum Teil stark verwittert. Die Überdeckung beträgt maximal 50 Meter. Der durchfahrene Höhenzug wird überwiegend landwirtschaftlich genutzt. Auf dem Deckgebirge verläuft der ständig Wasser führende Möhrengraben, der die Tunnelachse zweimal kreuzt und aufgetretene Durchfeuchtungen des Tunnels begünstigte. Während der Arbeiten am Tunnel mussten Maßnahmen zur Ableitung großer Wassermengen durchgeführt werden. Dazu gehörte die Schaffung eines Seitenstollens und das Verfüllen des getrockneten Stollens mit Steinen. Zusätzlich wurden weitere Stollen entlang der Widerlager zur besseren Wasserableitung vorgetrieben. Der Küllstedter Tunnel verschlang mit 2.642.000 Mark (davon 22.000 Mark für die Portale) die höchsten Baukosten aller Tunnel im Streckenabschnitt Leinefelde–Treysa.
Die eingemeißelte Jahreszahl „1875“ im Schlussstein des westlichen und „1879“ im östlichen Tunnelportal erinnert an die Bauzeit. Die Türme links und rechts auf beiden Portalen sollen vermutlich von der Kunst der Erbauer künden. Zu erreichen ist das östliche Tunnelportal von der Brücke über die Ortsverbindungsstraße Büttstedt–Küllstedt nach etwa 400 Metern in westlicher Richtung. Die Landesstraße L 1008 von Küllstedt nach Struth kreuzt mittig in Nord-Süd-Richtung.
Der Tunnel ist Teil der Bahnstrecke von Lengenfeld unterm Stein nach Küllstedt, die heute mit Draisinen und dem Rad entlang dem Kanonenbahn-Radweg befahren werden kann.